# Trésors enfouis
Albums de Sages Poètes de la Rue
Après l'orage
(2002) Trésors enfouis Vol.2
(2008)
Trésors enfouis est le premier de la série homonyme et le 4e album des Sages Poètes de la Rue sorti en 2005.
Les Trésors Enfouis sont composés de titres qui n'ont pas eu leurs places dans Jusqu'à l'amour, malgré les deux CD énormément de chansons n'ont pas pu voir le jour. Les Sages Po en sont au 2e opus de cette saga avec Trésors enfouis Vol.2, et aurait de quoi en faire encore plusieurs,.
À la base Trésors enfouis devait être le nom d'un projet solo de Melopheelo à l'époque où chacun commençait sa carrière solo. le concept s'est finalement retrouvé être pour tout le groupe en gardant Franky en tant que producteur exécutif.

## Liste des titres[4]
| No  | Titre                                     | Musique                        | Auteur                      | Durée |
| --- | ----------------------------------------- | ------------------------------ | --------------------------- | ----- |
| 1.  | Introsage                                 | Zoxeakopat                     |                             | 1:30  |
| 2.  | À présent tu nous regrettes               | Zoxeakopat                     | Zoxea, Dany Dan, Melopheelo | 3:31  |
| 3.  | Balle perdue                              | Zoxeakopat                     | Zoxea, Dany Dan, Melopheelo | 5:21  |
| 4.  | Tchin Tchin                               | Zoxeakopat                     | Zoxea, Dany Dan, Melopheelo | 3:45  |
| 5.  | J'ai travaillé dur                        | Zoxeakopat                     | Zoxea, Dany Dan, Melopheelo | 4:58  |
| 6.  | Parisien                                  | Patrice Sourdin                | Zoxea, Dany Dan, Melopheelo | 4:21  |
| 7.  | Dirigeants bornés                         | Zoxeakopat                     | Zoxea, Dany Dan, Melopheelo | 3:58  |
| 8.  | Noble Cause                               | Zoxeakopat                     | Zoxea, Dany Dan, Melopheelo | 4:18  |
| 9.  | Pense à moi de temps en temps (Interlude) | Zoxeakopat                     |                             | 1:25  |
| 10. | J'aurais pas du                           | Zoxeakopat                     | Zoxea, Dany Dan, Melopheelo | 4:25  |
| 11. | Criticus                                  | Zoxeakopat, Anthony Clarisse   | Zoxea, Dany Dan, Melopheelo | 4:43  |
| 12. | J'ai vu ça                                | Melopheelo, Zoxeakopat, Logilo | Zoxea, Melopheelo           | 3:22  |
| 13. | La Force est dans le peuple               | Melopheelo                     | Zoxea, Dany Dan, Melopheelo | 3:50  |
| 14. | Meuf d'un Jour                            | Zoxeakopat                     | Zoxea, Dany Dan             | 4:07  |
| 15. | Faire ses affaires                        | Melopheelo                     | Zoxea, Dany Dan, Melopheelo | 4:12  |
| 16. | Barratin                                  | Melopheelo                     | Zoxea, Dany Dan, Melopheelo | 4:23  |
| 17. | Les beaux jours sont venus                | Melopheelo                     | Zoxea, Dany Dan, Melopheelo | 4:55  |
| 18. | Fintrojazz                                | Zoxeakopat                     |                             | 1:32  |